# Corrado Giaquinto

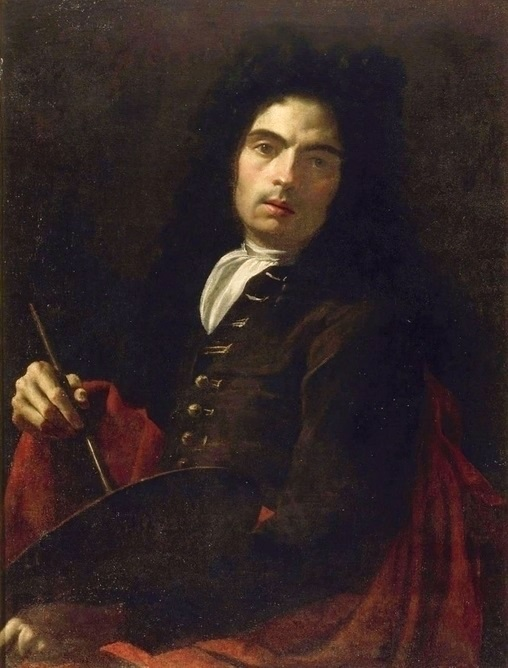
Giaquinto, Selbstporträt

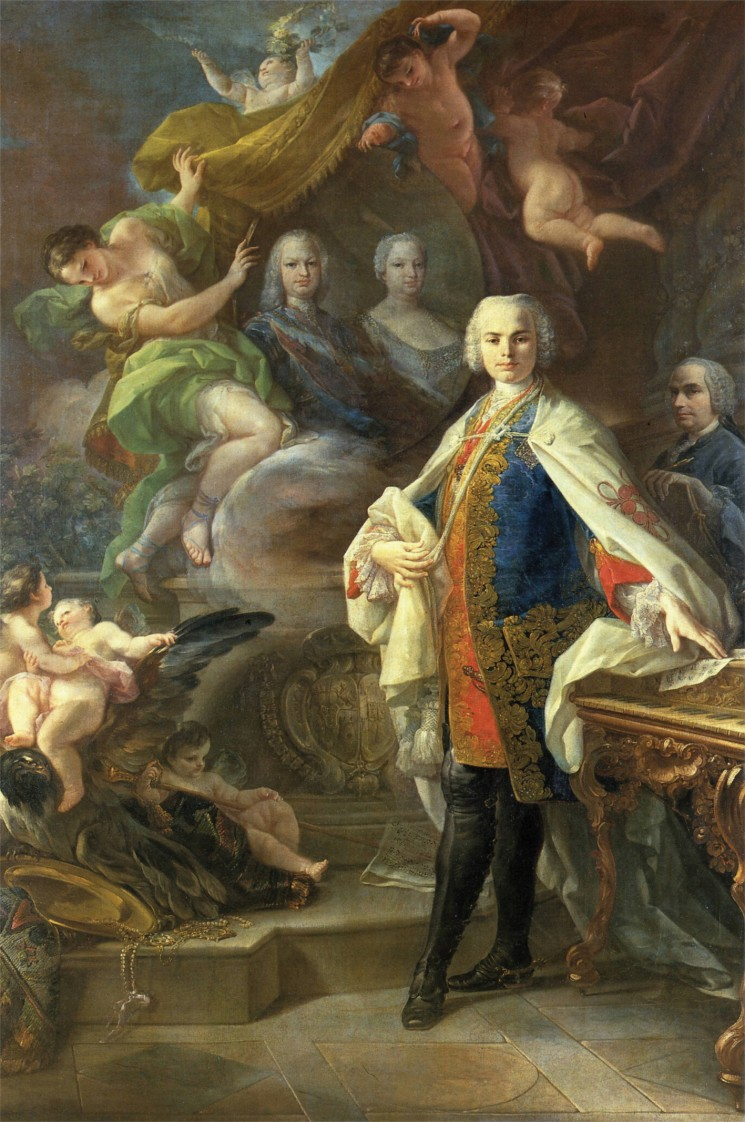
Farinelli, gemalt von Giaquinto etwa 1753

Corrado Domenico Niccolò Antonio Giaquinto (* 18. Februar 1703 in Molfetta; † 1766 in Neapel) war ein italienischer Maler aus dem Zeitalter des Rokokos.

## Leben
Seine Eltern hatten ursprünglich eine kirchliche Laufbahn für Giaquinto vorgesehen. Er konnte jedoch seinen Willen durchsetzen, indem er bei dem lokal bekannten Maler Saverio Porta, seinem Firmpaten, in die Künstlerlehre ging. Von 1719 bis 1723 lernte er in den Ateliers in Neapel bei Nicola Maria Rossi und schließlich bei dem Künstler Francesco Solimena, dem Hauptmeister der neapolitanischen Kunst dieser Epoche, gemeinsam mit einigen anderen werdenden Künstlern seiner Zeit, wie etwa Giuseppe Bonito.
1727 zog Giaquinto nach Rom. Sein Geld verdiente er als Altwarenhändler. Gleichzeitig bildete er seinen ersten Schüler aus, Giuseppe Rossi. Giaquintos frühe Arbeiten waren großformatige, religiöse Motive. Um 1730 näherte er sich profanen Darstellungen in kleineren Formaten. Auch Fresken malte er und gilt darin als größter Meister nach Giovanni Battista Tiepolo.
1733 heiratete Giaquinto, doch bereits zwei Jahre später starben Frau und Kind. Eine neue Frau sollte er erst 10 Jahre später finden.
1740 wird Giaquinto in die Künstler-Akademie aufgenommen. Der Kardinal Pietro Ottoboni vermittelt Aufträge. Beispielsweise schuf Giaquinto 1744 zwei Deckengemälde und die Wandgestaltung der Apsis in Santa Croce in Gerusalemme, Rom. Auch aus Neapel und Turin kamen Bestellungen nach Rom. Die Zahl seiner Schüler wuchs an, darunter José del Castillo, Antonio González Velázquez sowie João Pedro Volkmar aus Portugal.
Auf die Anfrage von Ferdinand VI. von Spanien hin, ging er 1753 nach Madrid. Hier stellte sich ein schneller Erfolg ein, aufgrund des niedrigen Niveaus der einheimischen Maler. Der König ernannte ihm zum Direktor der Königlichen Akademie von San Fernando. Hier hat er erfolgreiche Jahre, bis sich der Geschmack des Publikums auch hier dem Klassizismus zuwendet. 1762 zieht sich Giaquinto nach Neapel zurück, wo er 1766 verstirbt.

## Werke (Auswahl)
- 1742: Die Erholung während der Flucht nach Ägypten
- 1744: Die dreiste Schlange
- 1750: Satan vor dem Herren
- 1750: Der Heilige Geist
- 1750: Die Geburt Marias
- 1750: Winter
- 1755: Heilige in Glorie
- 1760: Gerechtigkeit und Frieden

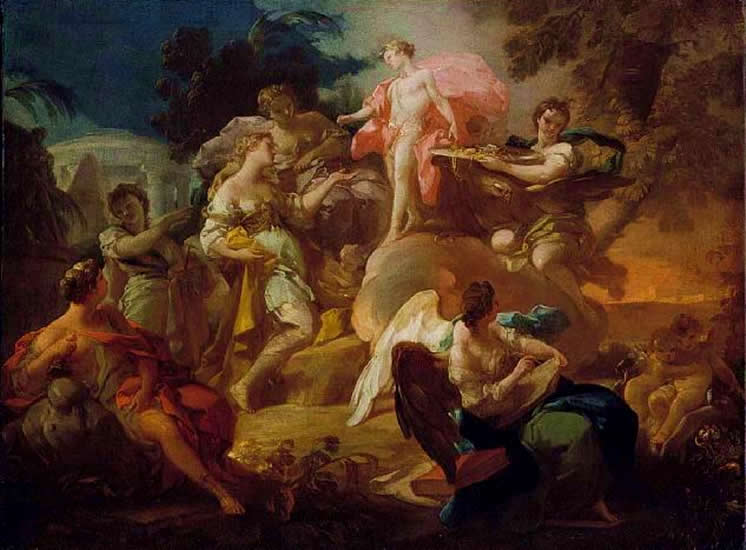
Allegorie der Künste mit Apollo und den Graziens
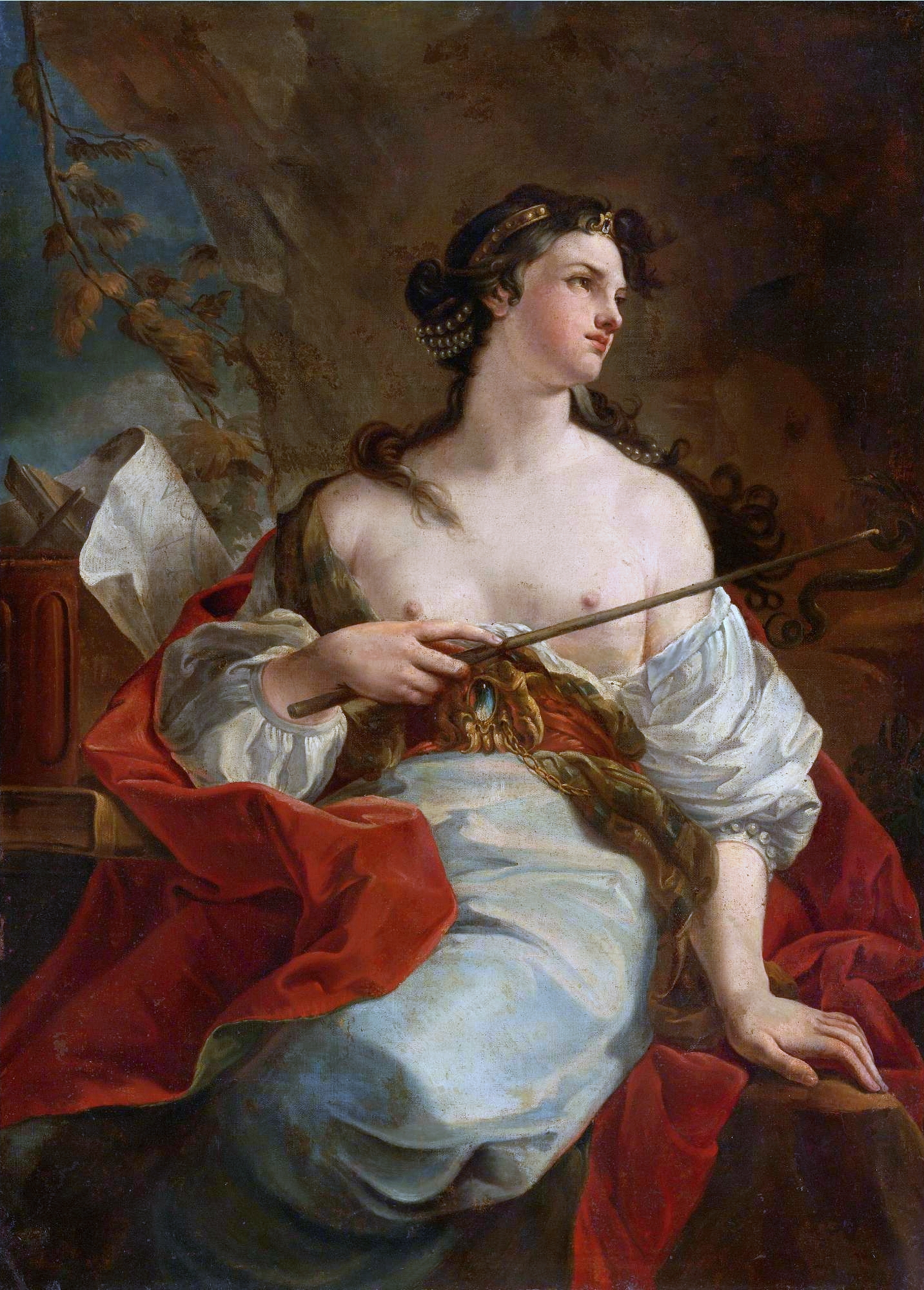
Eine Zauberin
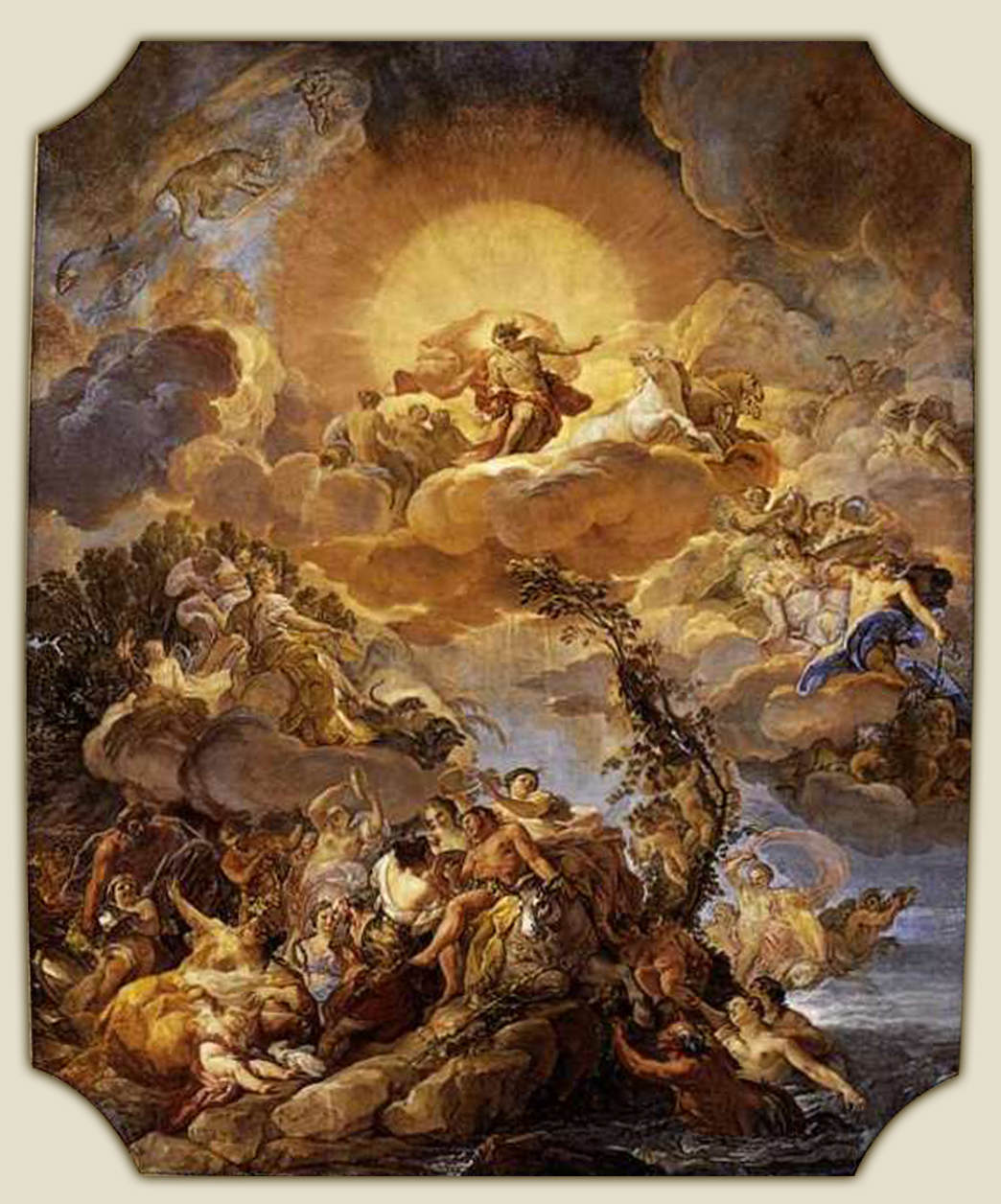
Die Geburt der Sonne und der Triumph des Bacchus, freskenmalerei, Palacio Real (Madrid)
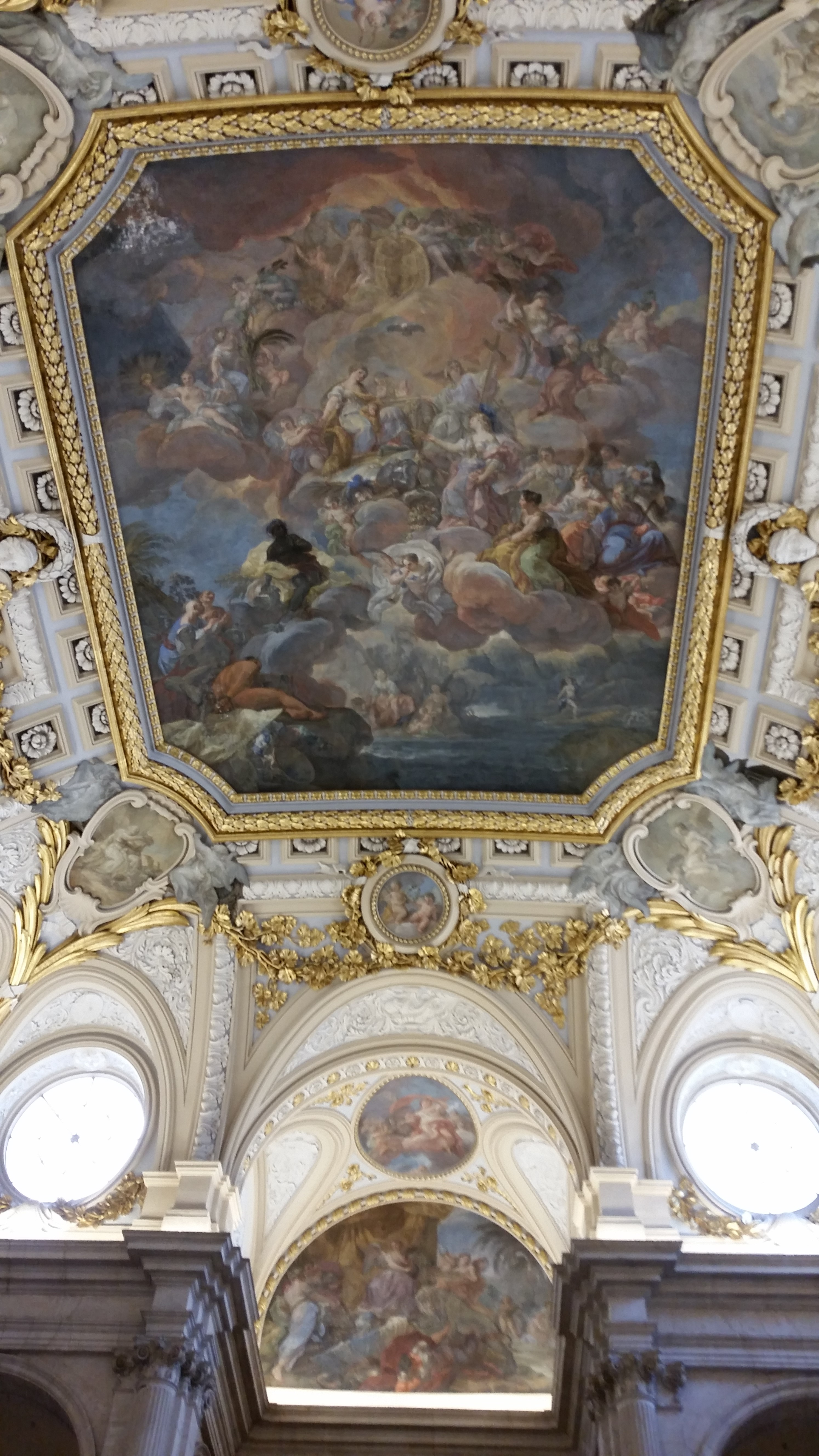
Die spanische Monarchie, die der Religion huldigt, fresko auf der Treppe, Palacio Real (Madrid)
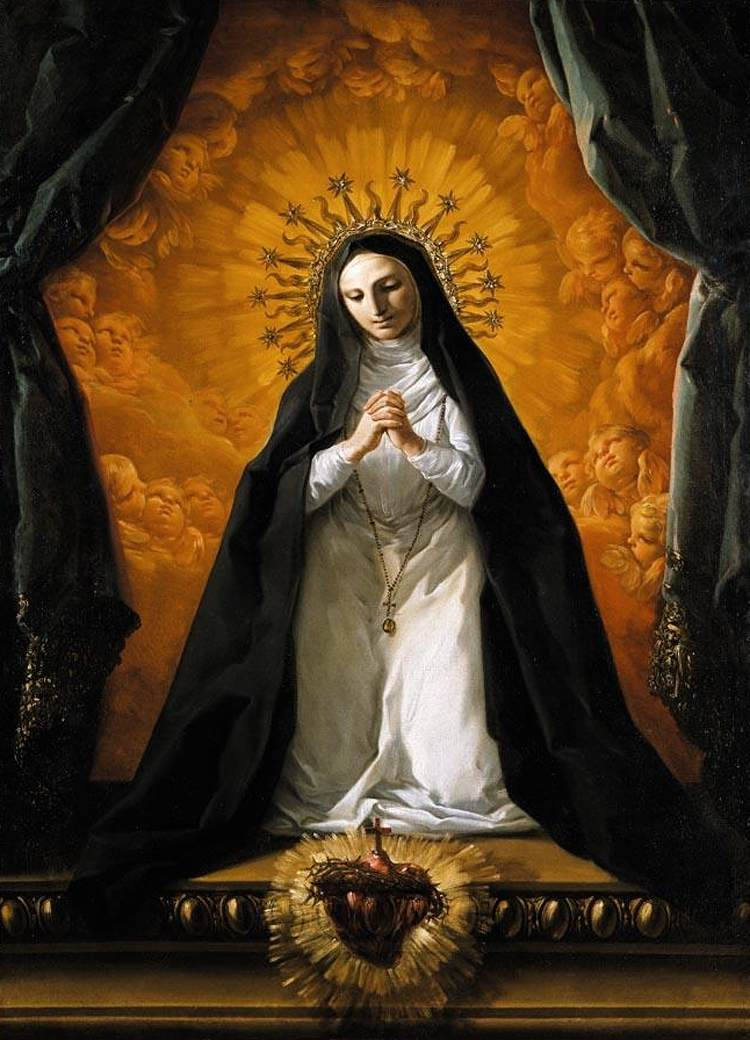
St. Margaret Maria Alacoque kontemplierend über das Heilige Herz von Jesus
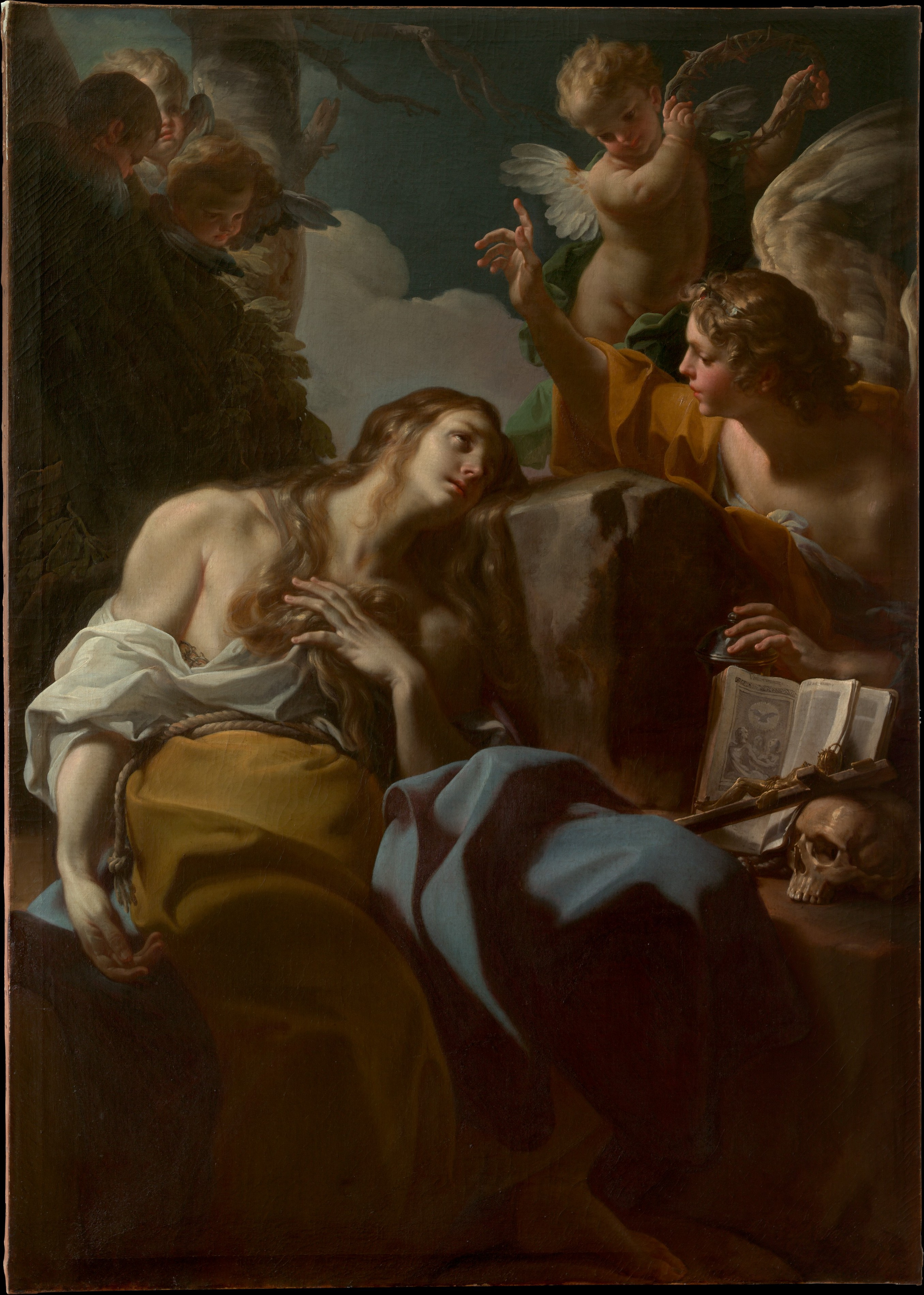
Der Büßer Magdalena, ca. 1750, Metropolitan Museum of Art, New York
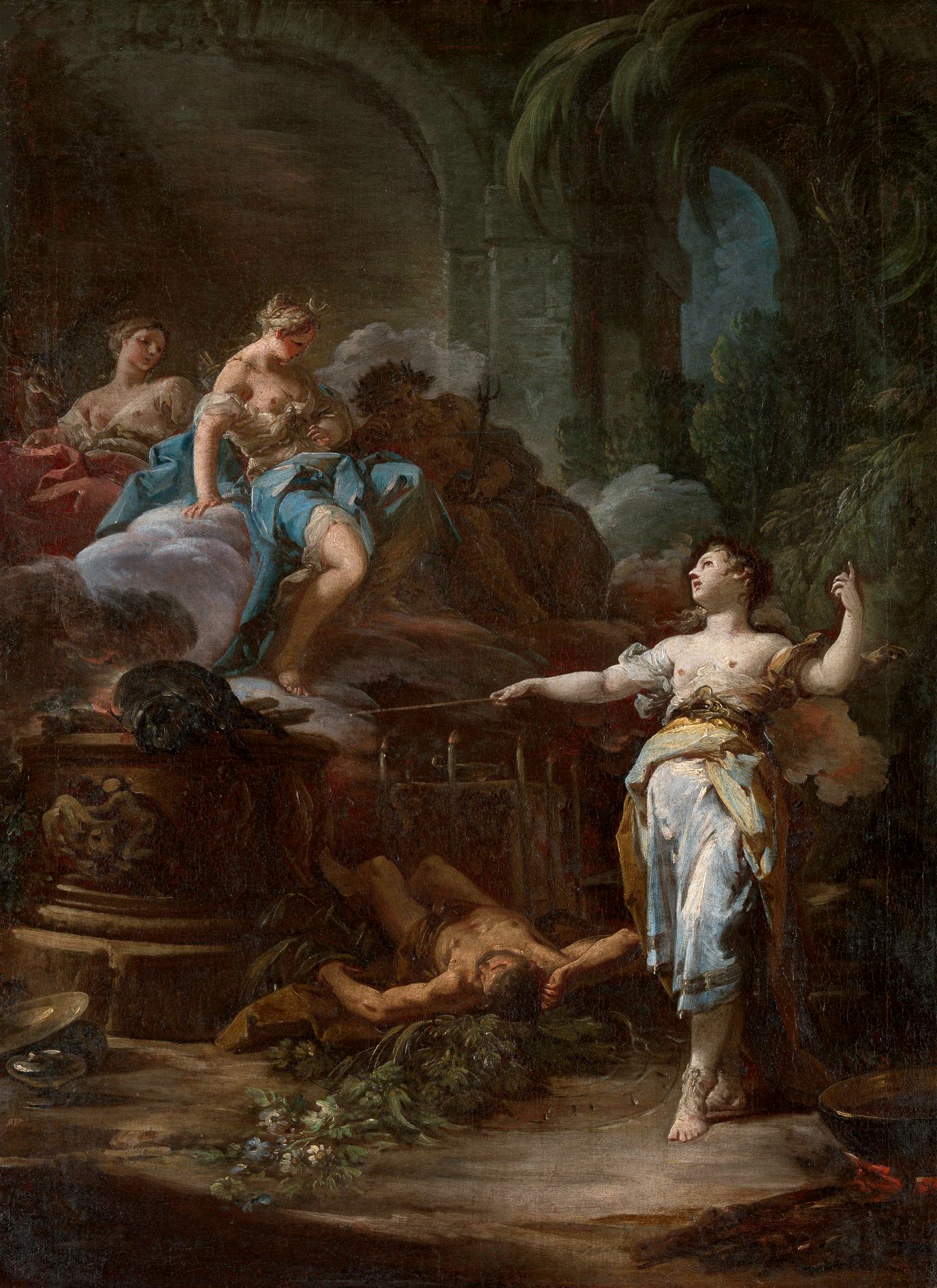
Medea verjüngt Aeson, 1760, Metropolitan Museum of Art, New York
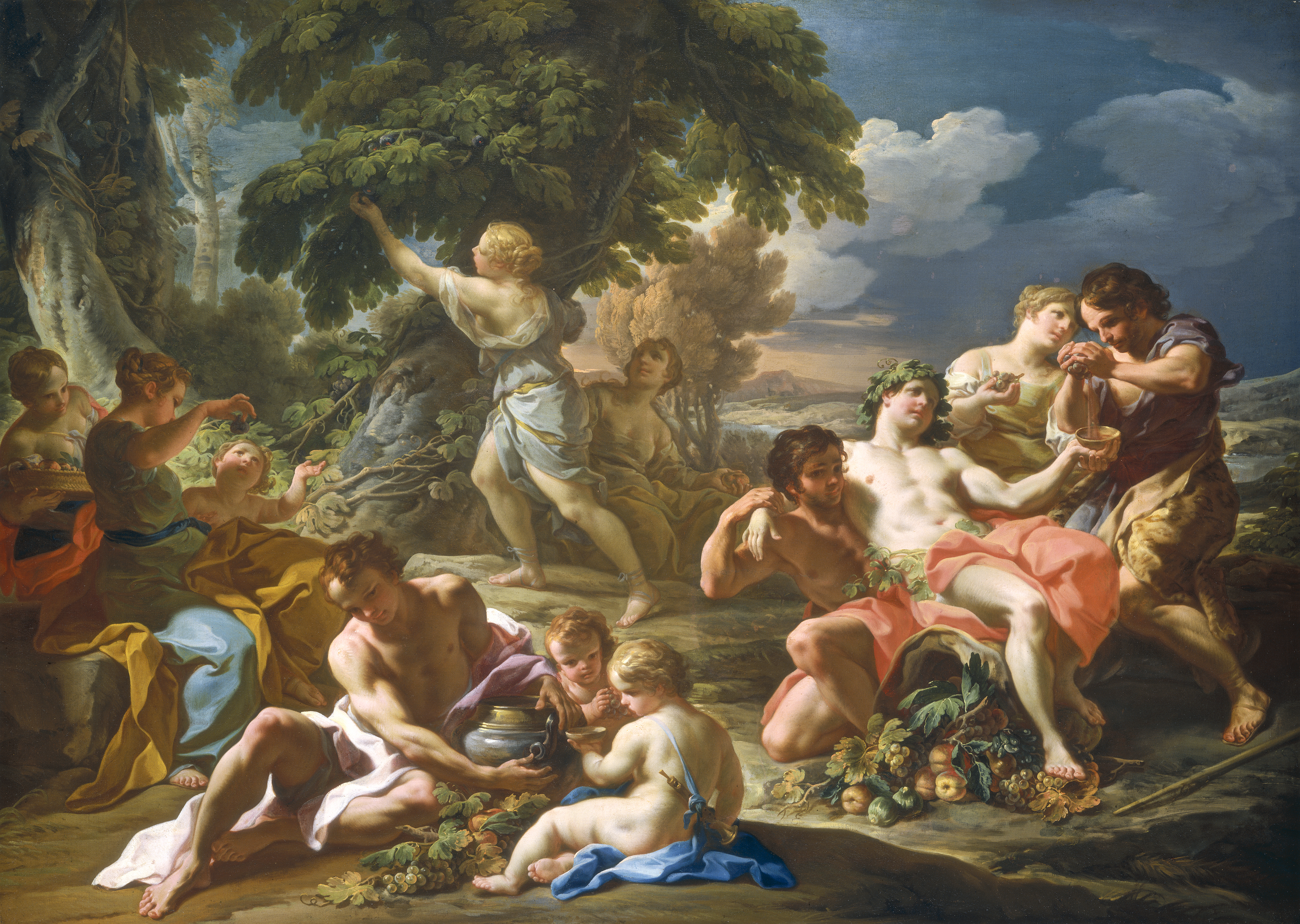
Herbst, 1740–1750, National Gallery of Art, Washington, D.C.
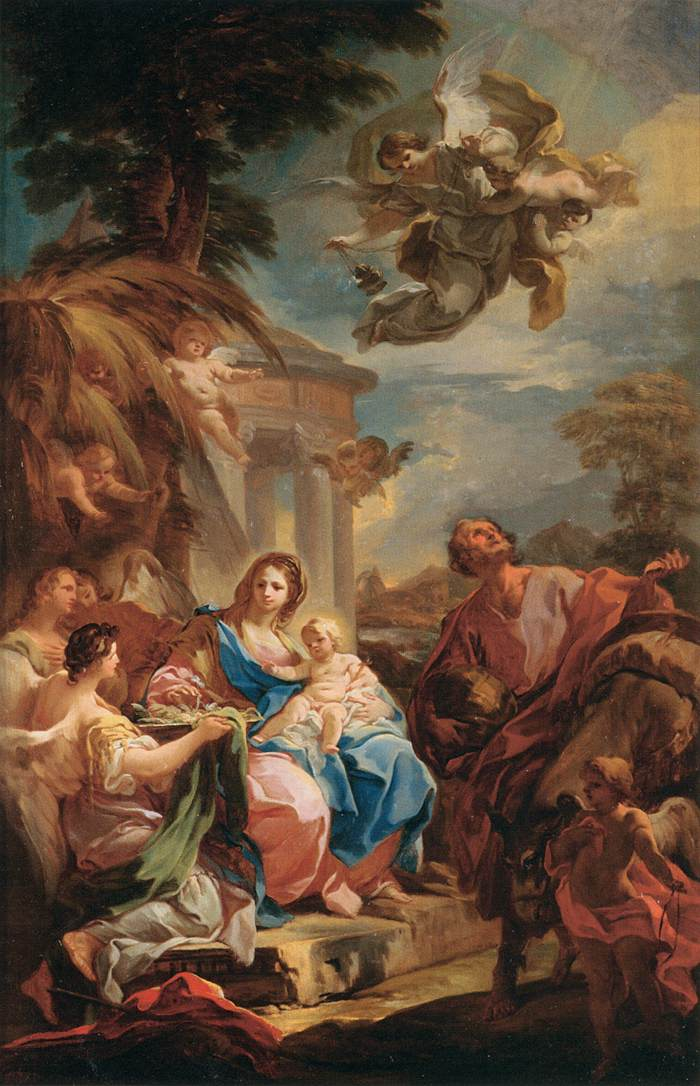
Ruhe auf der Flucht nach Ägypten, 1740–1742, Louvre, Paris
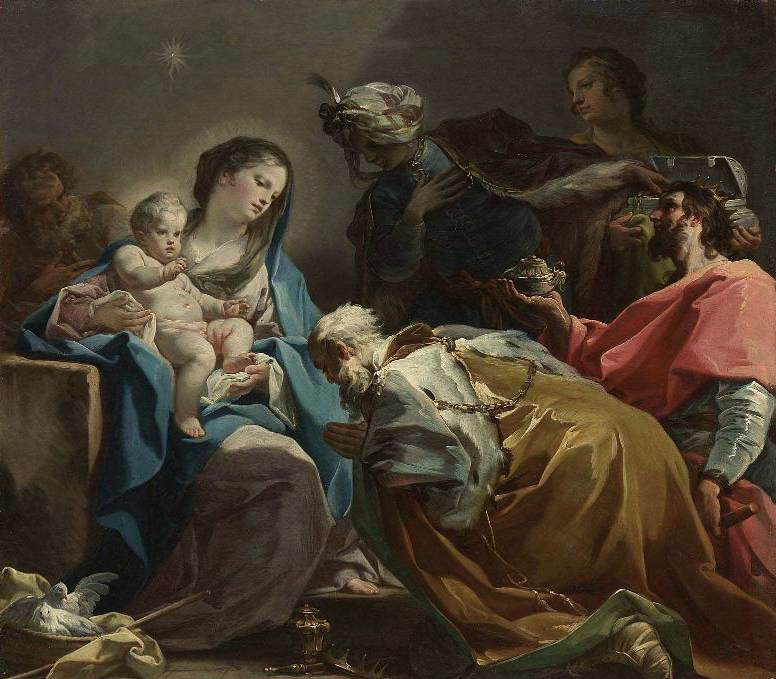
Anbetung der Könige, 1725, Museum of Fine Arts, Boston
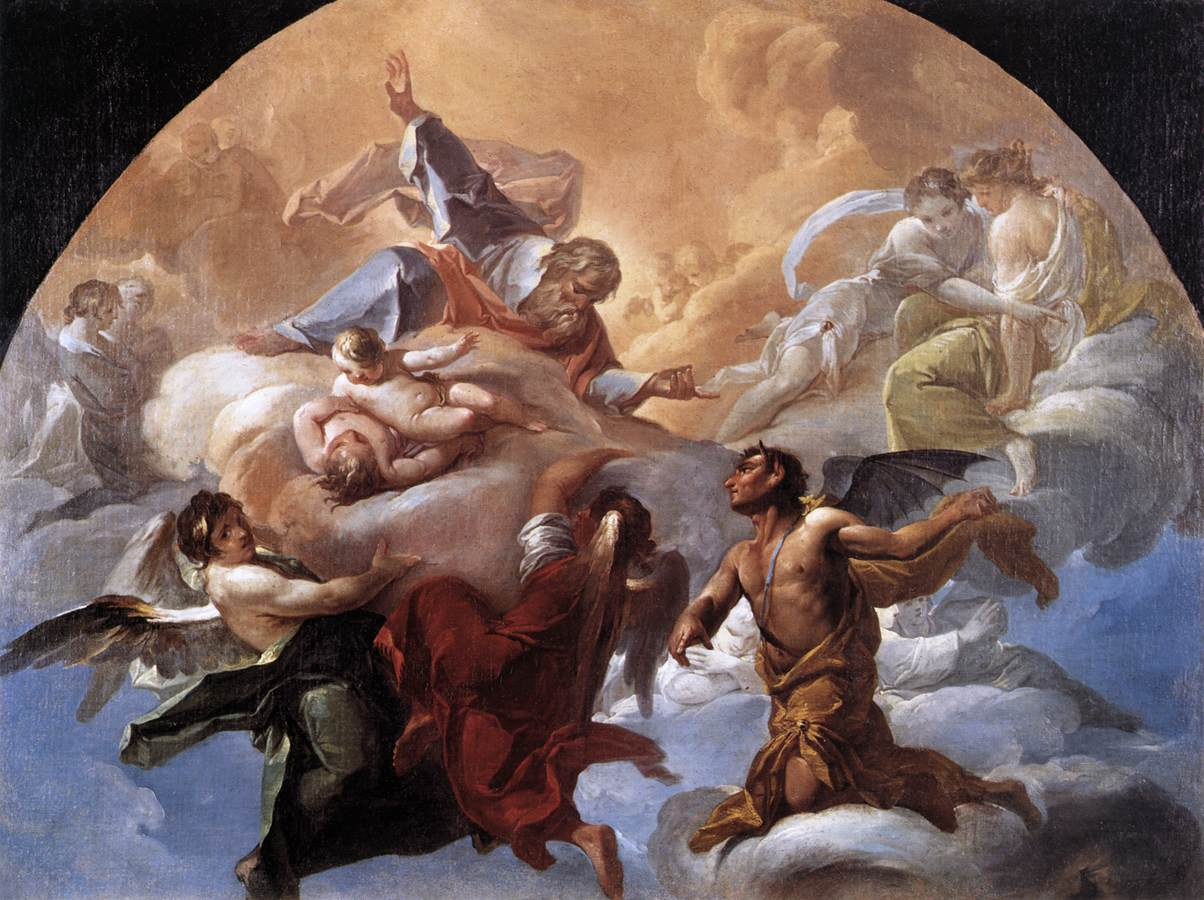
Satan vor dem Herrn, 1750, Vatikanische Museen
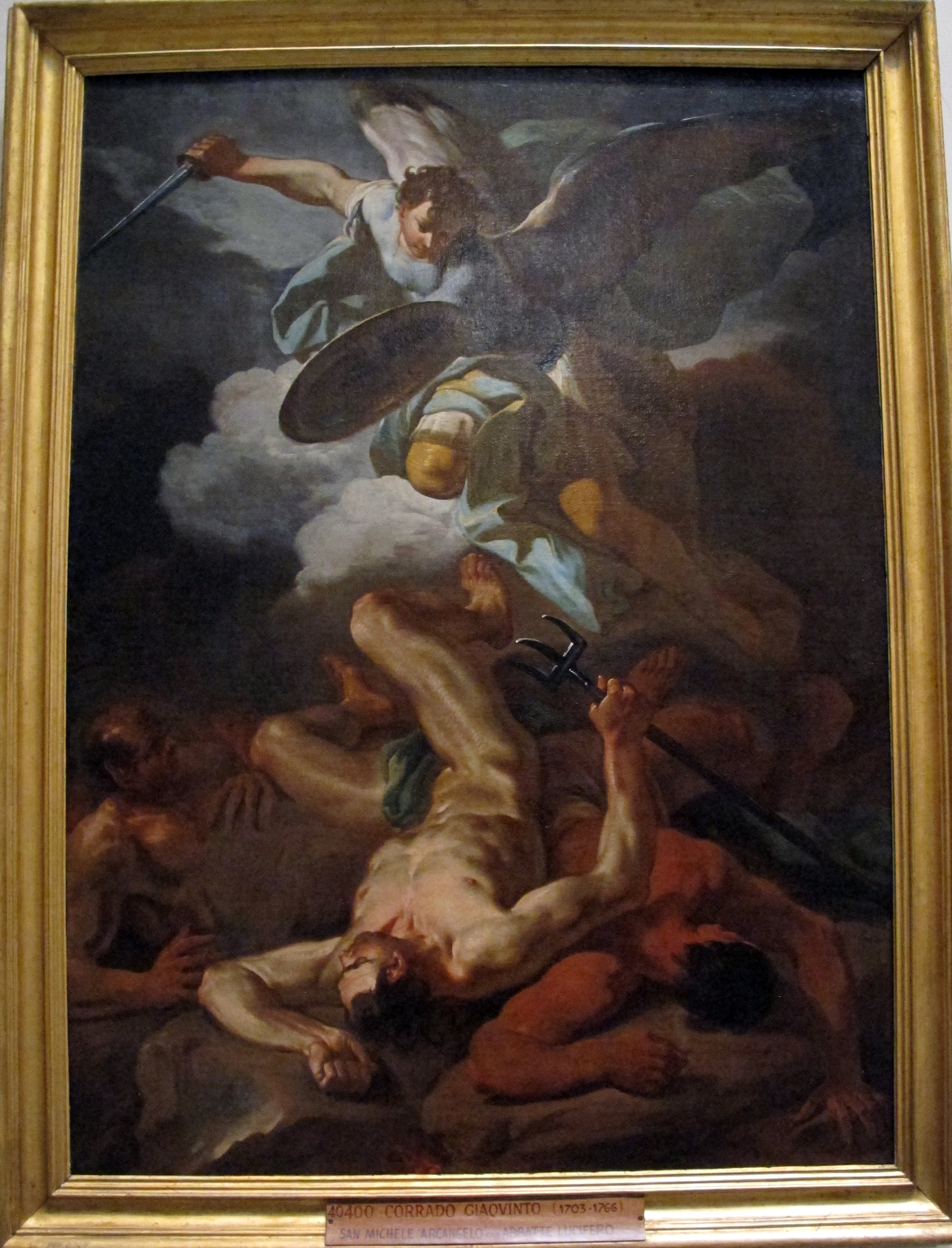
St. Michael und der Teufel, 1735, Vatikanische Museen
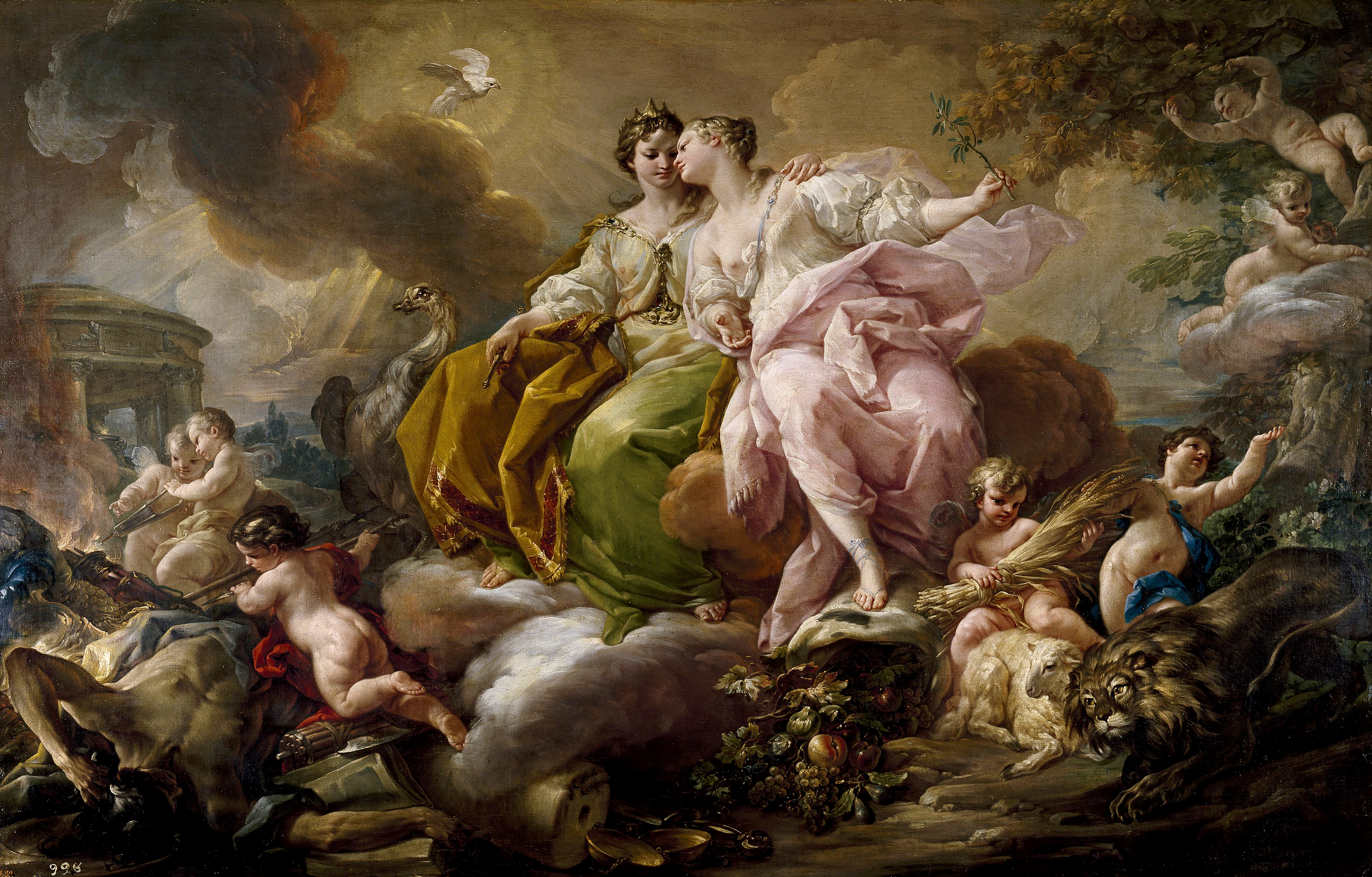
Allegorien von Gerechtigkeit und Frieden, 1754, Museo del Prado, Madrid
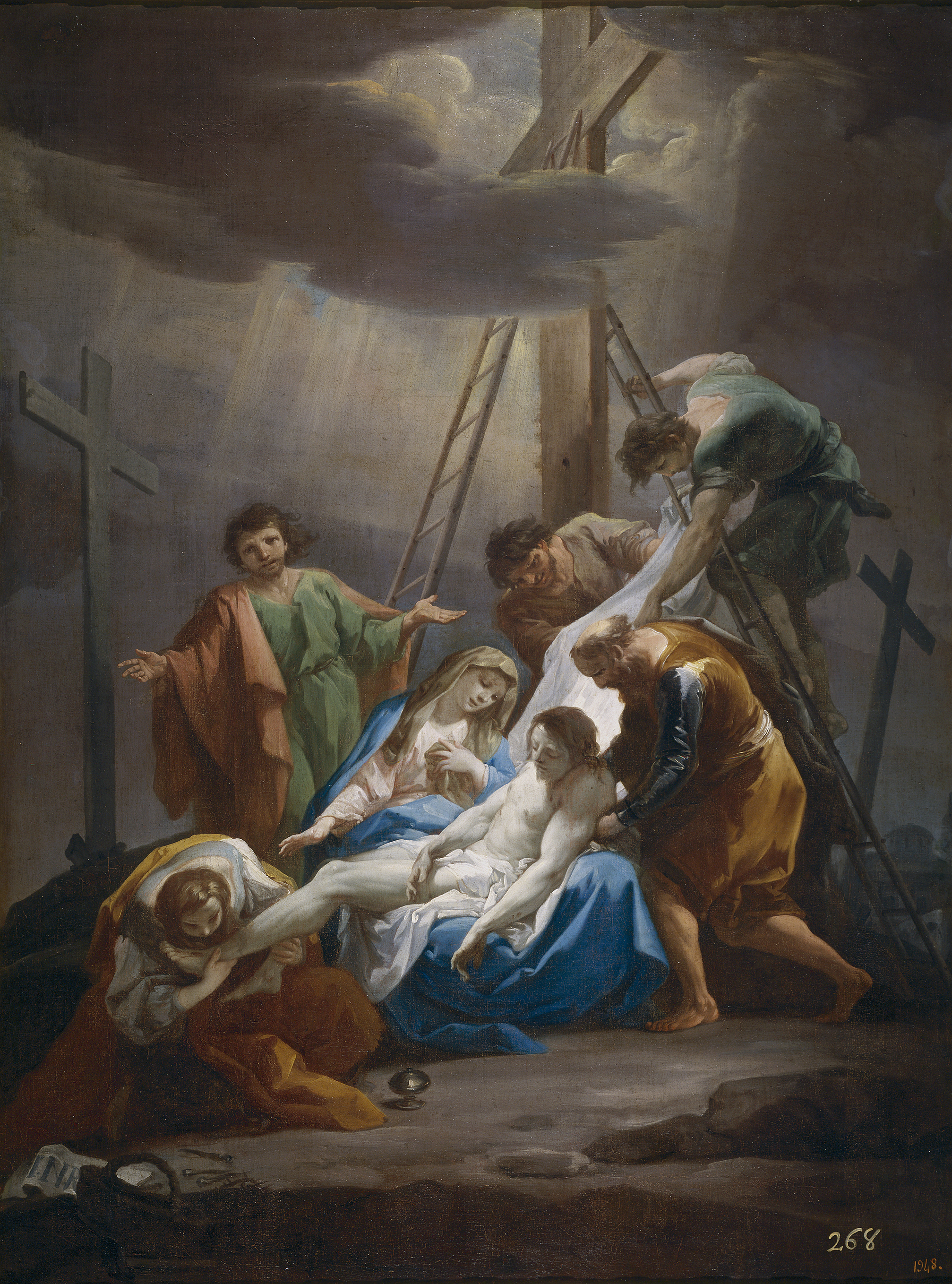
Die Ablagerung, 1760, Museo del Prado, Madrid